# Браян Переа
Браян Переа (ісп. Brayan Perea, нар. 25 лютого 1993, Калі) — колумбійський футболіст, нападник клубу «Лаціо».
Виступав, зокрема, за «Депортіво Калі», «Лаціо» та «Перуджу», а також молодіжну збірну Колумбії.

## Клубна кар'єра
Народився 25 лютого 1993 року в місті Калі. Вихованець футбольної школи клубу «Депортіво Калі». 10 вересня 2011 року в матчі проти «Бояка Чіко» він дебютував у колумбійській Прімері. 29 квітня 2012 року в поєдинку проти «Енвігадо» він забив свій перший гол за клуб. Всього провів у першій команді три сезони, взявши участь у 54 матчах чемпіонату.
Після молодіжного Кубка Америки Браян підписав угоду з італійським «Лаціо», яке набуло чинності влітку 2013 року. Сума трансферу склала 2,5 млн євро. 25 вересня в матчі проти «Катанії» він дебютував у італійській Серії A. 20 жовтня в поєдинку проти «Аталанти» Переа забив свій перший гол за «Лаціо». У матчах Ліги Європи проти польської «Легії» та болгарського «Лудогорця» він забив по голу.
Влітку 2014 року Браян для отримання ігрової практики на правах оренди перейшов в «Перуджу». 27 вересня в матчі проти «Брешії» він дебютував у італійській Серії B. 18 жовтня в поєдинку проти «Віртус Ланчано» Переа забив свій перший гол за «Перуджу». По закінченні оренди він повернувся в «Лаціо».
Влітку 2015 року Переа знову був відданий в оренду, його новим клубом став французький «Труа». 23 серпня в матчі проти «Марселя» він дебютував у Лізі 1. 28 жовтня в поєдинку Кубка французької ліги проти «Лілля» Браян забив свій перший гол за «Труа». 
Влітку 2016 року Переа на правах оренди приєднався до іспанського «Луго». 17 вересня в матчі проти «Ельче» він дебютував у Сегунді.
Повернувшись влітку до «Лаціо», до його основної команди вже не залучався. На початку 2019 року повернувся на батьківщину, ставши гравцем «Санта-Фе».

## Виступи за збірну
На початку 2013 року в складі молодіжної збірної Колумбії Переа став переможцем молодіжного чемпіонату Південної Америки у Аргентині. На турнірі він зіграв у матчах проти команд Еквадору, Аргентини, Перу і двічі Парагваю та Чилі. У поєдинку проти аргентинців Браян забив гол.
Влітку того ж року Переа взяв участь у молодіжному чемпіонаті світу у Туреччині. На турнірі він зіграв у матчах проти команд Австралії, Туреччини, Сальвадора та Північної Кореї.
На молодіжному рівні зіграв в 11 офіційних матчах, забив 1 гол.

## Статистика виступів

### Статистика клубних виступів
Станом на 1 серпня 2019 року
| Сезон                      | Команда                    | Чемпіонат                  | Чемпіонат | Чемпіонат | Національний кубок | Національний кубок | Національний кубок | Континентальні кубки | Континентальні кубки | Континентальні кубки | Інші змагання | Інші змагання | Інші змагання | Усього | Усього |
| Сезон                      | Команда                    | Ліга                       | Ігор      | Голів     | Ліга               | Ігор               | Голів              | Ліга                 | Ігор                 | Голів                | Ліга          | Ігор          | Голів         | Ігор   | Голів  |
| -------------------------- | -------------------------- | -------------------------- | --------- | --------- | ------------------ | ------------------ | ------------------ | -------------------- | -------------------- | -------------------- | ------------- | ------------- | ------------- | ------ | ------ |
| 2011                       | «Депортіво Калі»           | ПА                         | 10        | 0         | КЧ                 | 9                  | 3                  | ПАК                  | 0                    | 0                    | -             | -             | -             | 19     | 3      |
| 2012                       | «Депортіво Калі»           | ПА                         | 28        | 6         | КЧ                 | 6                  | 1                  | -                    | -                    | -                    | -             | -             | -             | 34     | 7      |
| 2013                       | «Депортіво Калі»           | ПА                         | 16        | 5         | КЧ                 | 0                  | 0                  | -                    | -                    | -                    | -             | -             | -             | 16     | 5      |
| Усього за «Депортіво Калі» | Усього за «Депортіво Калі» | Усього за «Депортіво Калі» | 54        | 11        |                    | 15                 | 4                  |                      | -                    | -                    |               | -             | -             | 69     | 15     |
| 2013–14                    | «Лаціо»                    | A                          | 19        | 1         | КІ                 | 2                  | 2                  | ЛЄ                   | 6                    | 2                    | СІ            | 0             | 0             | 27     | 5      |
| 2014–15                    | «Перуджа»                  | B                          | 16        | 1         | КІ                 | 1                  | 0                  | -                    | -                    | -                    | -             | -             | -             | 17     | 1      |
| 2014–15                    | «Лаціо»                    | A                          | 5         | 0         | КІ                 | 1                  | 0                  | -                    | -                    | -                    | -             | -             | -             | 6      | 0      |
| 2015–16                    | «Труа»                     | Л1                         | 12        | 0         | КФ+КЛ              | 0+1                | 0+1                | -                    | -                    | -                    | -             | -             | -             | 13     | 1      |
| 2015–16                    | «Труа Б»                   | АЧФ                        | 4         | 0         | -                  | -                  | -                  | -                    | -                    | -                    | -             | -             | -             | 4      | 0      |
| 2016–17                    | «Луго»                     | СД                         | 13        | 0         | КІ                 | 1                  | 0                  | -                    | -                    | -                    | -             | -             | -             | 14     | 0      |
| 2017–18                    | «Лаціо»                    | A                          | 0         | 0         | КІ                 | 0                  | 0                  | ЛЄ                   | 0                    | 0                    | СІ            | 0             | 0             | 0      | 0      |
| січ.-груд. 2018            | «Лаціо»                    | A                          | 0         | 0         | КІ                 | 0                  | 0                  | ЛЄ                   | 0                    | 0                    | -             | -             | -             | 0      | 0      |
| Усього за «Лаціо»          | Усього за «Лаціо»          | Усього за «Лаціо»          | 24        | 1         |                    | 3                  | 2                  |                      | 6                    | 2                    |               | -             | -             | 33     | 5      |
| січ.-черв 2019             | «Санта-Фе»                 | ПА                         | 6         | 1         | КК                 | 0                  | 0                  | -                    | -                    | -                    | -             | -             | -             | 6      | 1      |
| Усього за кар'єру          | Усього за кар'єру          | Усього за кар'єру          | 129       | 14        |                    | 21                 | 7                  |                      | 6                    | 2                    |               | -             | -             | 156    | 23     |

## Титули і досягнення
- Чемпіон Південної Америки (U-20): 2013